# Raad van de Republiek (Wit-Rusland)
De Raad van de Republiek van Wit-Rusland (Wit-Russisch: Савет Рэспублікі, Sovjet Respoebliki) is het hogerhuis van het tweekamerparlement van Wit-Rusland, de Nationale Vergadering.
De Raad van de Republiek bestaat uit 64 leden. Acht van hen worden door de president van de republiek benoemd, de rest wordt per regio en Minsk, de hoofdstad, gekozen. Om lid te worden van de Raad van de Republiek moet iemand 30 jaar of ouder zijn en minimaal vijf jaar wonen in de regio waarvoor deze zich kandidaat heeft gesteld.

## Taken
De functies van de Raad van de Republiek zijn:
- Maken van wetten voor Wit-Rusland
- Goedkeuren van de staatsbegroting
- Vergunnen van macht aan de uitvoerende en juridische branches van de regering
- Uitvoeren van controlerende functies
- Meewerken aan de uitvoering van het buitenlandbeleid

De Raad van de Republiek moet verder bepaalde benoemingen van de president goedkeuren, alsook eventuele grondwetswijzigingen die door het Huis van Afgevaardigden (lagerhuis) zijn gewild goedkeuren. Als de president de staat van beleg afkondigt of de noodtoestand uitroept, moet de Raad van de Republiek deze beslissing overwegen (art. 98 van de Wit-Russische grondwet).